# 色当
色当（法語：Sedan，法語發音：[sədɑ̃] ⓘ），法国北部城市，大东部大区阿登省的一个市镇，同时也是该省的一个副省会，下辖色当区，其市镇面积为16.28平方公里，2022年1月1日时人口数量为16,727人，是阿登省人口第二多的城市，仅次于省会沙勒维尔-梅济耶尔，在所有法国城市中排名第576位。
色当位于阿登省东北部，默兹河右岸，靠近比利时边境，是法国重要的边境城市，近代因普法战争时期的色当战役以及二战时期的色当战役而闻名。现为一个区域性的工商业中心，同时也是阿登都会区的两个核心之一。

## 地名来源
“色当”一名来源于中世纪当地一处名为的小镇。

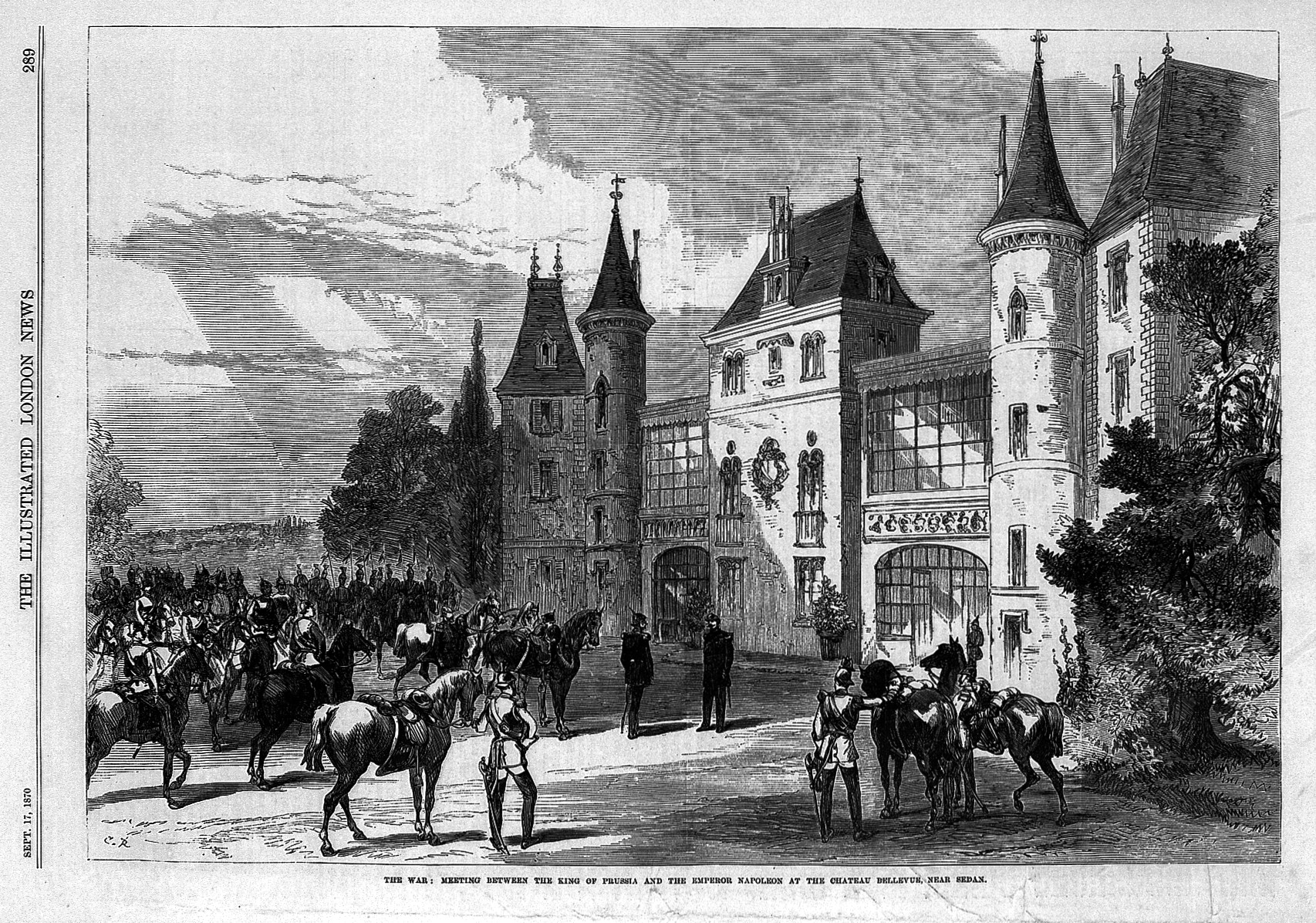
色当战役

## 历史
色当历史上长期为一处普通村落。十五世纪中期，阿伦贝格公爵拉马克的埃夫拉尔三世创建了色当亲王国，并依靠默兹河的水利条件修建色当城堡，成为其皇宫。1560年，正值宗教戰爭時期，色当亲王拉马克的亨利-罗贝尔宣布亲王国内实行宗教自由制度，由此聚集了大批新教徒，当地的人口数量迅速增加，科学和文化得到极大发展，并出现了色当学区。1651年，色当亲王国并入香槟行省，色当由此成为法国领土。而亲王国所经营的勒迪容瓦勒皇家被褥手工厂则于18世纪发展的法国北部最大的家居生产中心。法国大革命后，色当被划入阿登省，成为该省的一个副省会。工业革命期间，连接洛林和敦刻尔克的铁路干线由此通过，色当附近也发现了少量煤炭资源并得到开采。1870年9月1日，麦克马洪所带领的沙隆部队在色当附近与普鲁士军队发生激烈的斗争，史称色当战役，是普法战争中的重要战役，该战争以法军的失败而结束。1940年5月12日，纳粹德军再次攻占色当并取得决定性的胜利，德军由此跨越默兹河进入法国北部腹地，直攻巴黎。二战后，色当附近区域工业逐渐衰退，引发人口外流。

## 地理

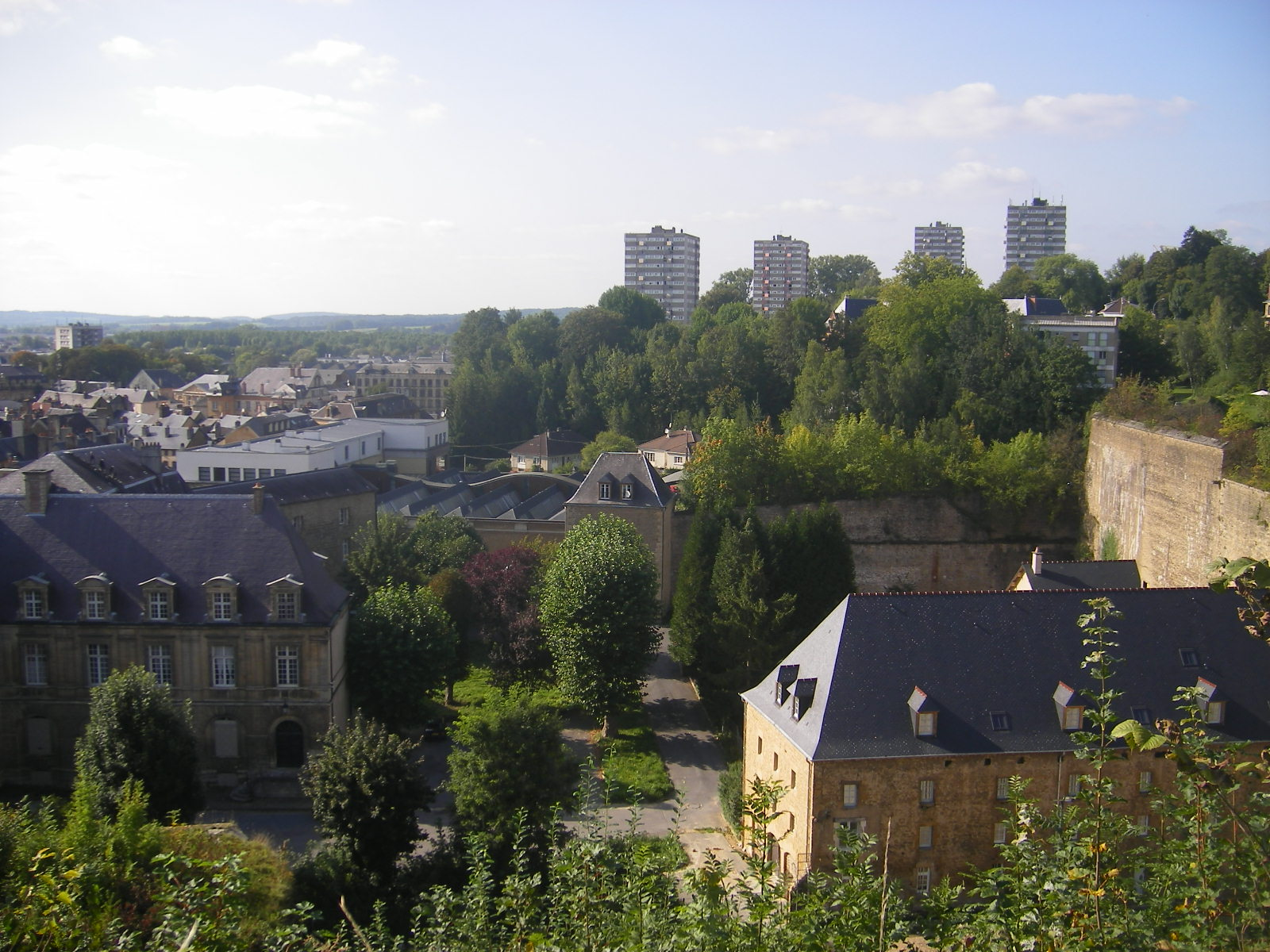
色当城市天际线

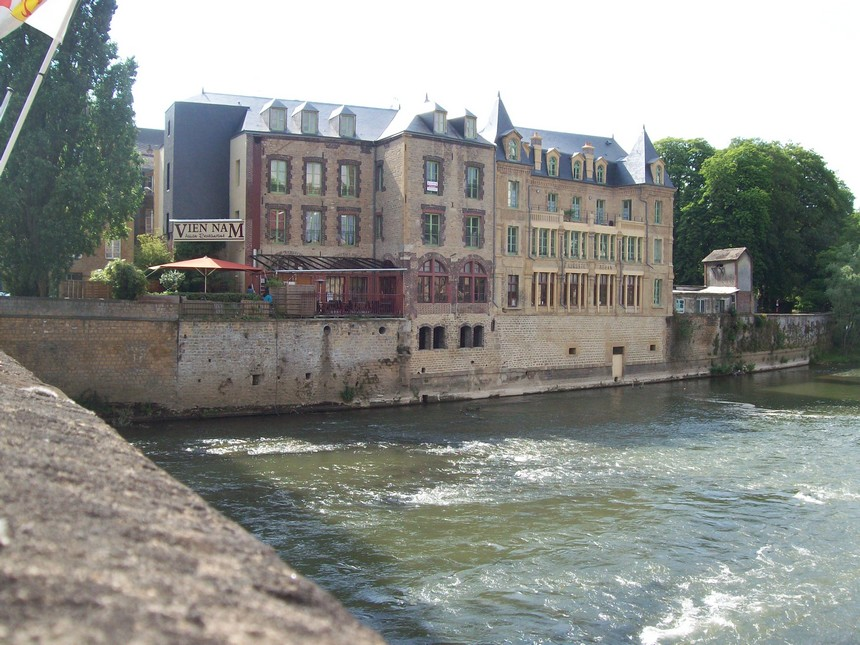
流经色当市区的默兹河

色当位于法国中东部，大东部大区西北部和阿登省东部，距离省会沙勒维尔-梅济耶尔大约19公里，距离首都巴黎大约300公里。与色当接壤的市镇包括：巴朗、舍沃日、栋什里、弗卢万、日沃讷、格莱尔、伊利、瓦德兰库尔。

### 地形
色当位于阿登高原西南侧边缘，地形以浅丘为主，市区内地势平坦，境内海拔在149至301米之间。

### 水文
默兹河自东南向西北流经色当境内。该河左岸开辟有运河。

### 植被
色当属于温带落叶林区，林地主要分布于河流两岸，以及市镇范围东部的一些坡地上。
在鲜花城市的评比中，色当被评为3星级鲜花城市。

### 气候
色当在柯本气候分类法中属于温带海洋性气候，年温差较小，降水分布均匀，受大陆气团影响，偶有极端气候出现。
距离色当最近的气象站位于杜济境内，其气候条件与色当相似。以下为该气象站的数据（其中日照数据取自阿登省省会沙勒维尔-梅济耶尔）：
| 杜济 1981–2010年    | 杜济 1981–2010年 | 杜济 1981–2010年 | 杜济 1981–2010年 | 杜济 1981–2010年 | 杜济 1981–2010年 | 杜济 1981–2010年 | 杜济 1981–2010年 | 杜济 1981–2010年 | 杜济 1981–2010年 | 杜济 1981–2010年 | 杜济 1981–2010年 | 杜济 1981–2010年 | 杜济 1981–2010年 |
| 月份                | 1月              | 2月              | 3月              | 4月              | 5月              | 6月              | 7月              | 8月              | 9月              | 10月             | 11月             | 12月             | 全年             |
| ------------------- | ---------------- | ---------------- | ---------------- | ---------------- | ---------------- | ---------------- | ---------------- | ---------------- | ---------------- | ---------------- | ---------------- | ---------------- | ---------------- |
| 历史最高温 °C（°F） | 15 (59)          | 21.7 (71.1)      | 25.1 (77.2)      | 28.1 (82.6)      | 31.2 (88.2)      | 34.9 (94.8)      | 39.2 (102.6)     | 37 (99)          | 31.9 (89.4)      | 27.7 (81.9)      | 19.9 (67.8)      | 15.6 (60.1)      | 39.2 (102.6)     |
| 平均高温 °C（°F）   | 5.4 (41.7)       | 7 (45)           | 11 (52)          | 14.6 (58.3)      | 18.8 (65.8)      | 21.5 (70.7)      | 23.7 (74.7)      | 23.6 (74.5)      | 19.4 (66.9)      | 14.8 (58.6)      | 9 (48)           | 5.4 (41.7)       | 14.5 (58.1)      |
| 日均气温 °C（°F）   | 2.4 (36.3)       | 3.2 (37.8)       | 6.1 (43.0)       | 8.6 (47.5)       | 12.7 (54.9)      | 15.6 (60.1)      | 17.7 (63.9)      | 17.3 (63.1)      | 13.7 (56.7)      | 10.1 (50.2)      | 5.7 (42.3)       | 2.6 (36.7)       | 9.6 (49.3)       |
| 平均低温 °C（°F）   | −0.6 (30.9)      | −0.7 (30.7)      | 1.2 (34.2)       | 2.7 (36.9)       | 6.6 (43.9)       | 9.7 (49.5)       | 11.6 (52.9)      | 11.1 (52.0)      | 8 (46)           | 5.5 (41.9)       | 2.5 (36.5)       | −0.2 (31.6)      | 4.8 (40.6)       |
| 历史最低温 °C（°F） | −17.5 (0.5)      | −16.7 (1.9)      | −13.8 (7.2)      | −8.5 (16.7)      | −4.4 (24.1)      | −2.4 (27.7)      | 1.7 (35.1)       | 0.4 (32.7)       | −3.4 (25.9)      | −7.8 (18.0)      | −11.8 (10.8)     | −16.4 (2.5)      | −17.5 (0.5)      |
| 平均降水量 mm（）   | 100.9 (3.97)     | 86.1 (3.39)      | 71.8 (2.83)      | 60.4 (2.38)      | 64.3 (2.53)      | 61.5 (2.42)      | 77.9 (3.07)      | 76 (3.0)         | 63.4 (2.50)      | 79.2 (3.12)      | 89.2 (3.51)      | 111.9 (4.41)     | 942.6 (37.11)    |
| 月均日照時數        | 53.6             | 66.5             | 118.5            | 163.5            | 186.6            | 195.2            | 206.3            | 196.9            | 143.5            | 97.2             | 45.6             | 42.6             | 1,516            |
| 来源：infoclimat.fr |                  |                  |                  |                  |                  |                  |                  |                  |                  |                  |                  |                  |                  |

## 行政区划
色当是法国大东部大区阿登省的一个市镇，编号为08409，它也是阿登省的一个副省会。色当下辖色当区，隶属于阿登省第三选区，管理色当第一县、第二县和第三县，自2014年起划至阿登都会城市圈公共社区，并成为该社区的重要组成部分。
法国国家统计与经济研究所（简称）在进行数据统计时，将色当及相邻的另外6个市镇设为色当城市核心区，并将包括核心区在内的周边共19个市镇划为色当城市区。自2020年起，色当城市区被包含17个市镇的色当城市辐射区代替。此外，还将色当市镇分为了11个“块区”（IRIS），以便于统计人口分布情况。

## 交通

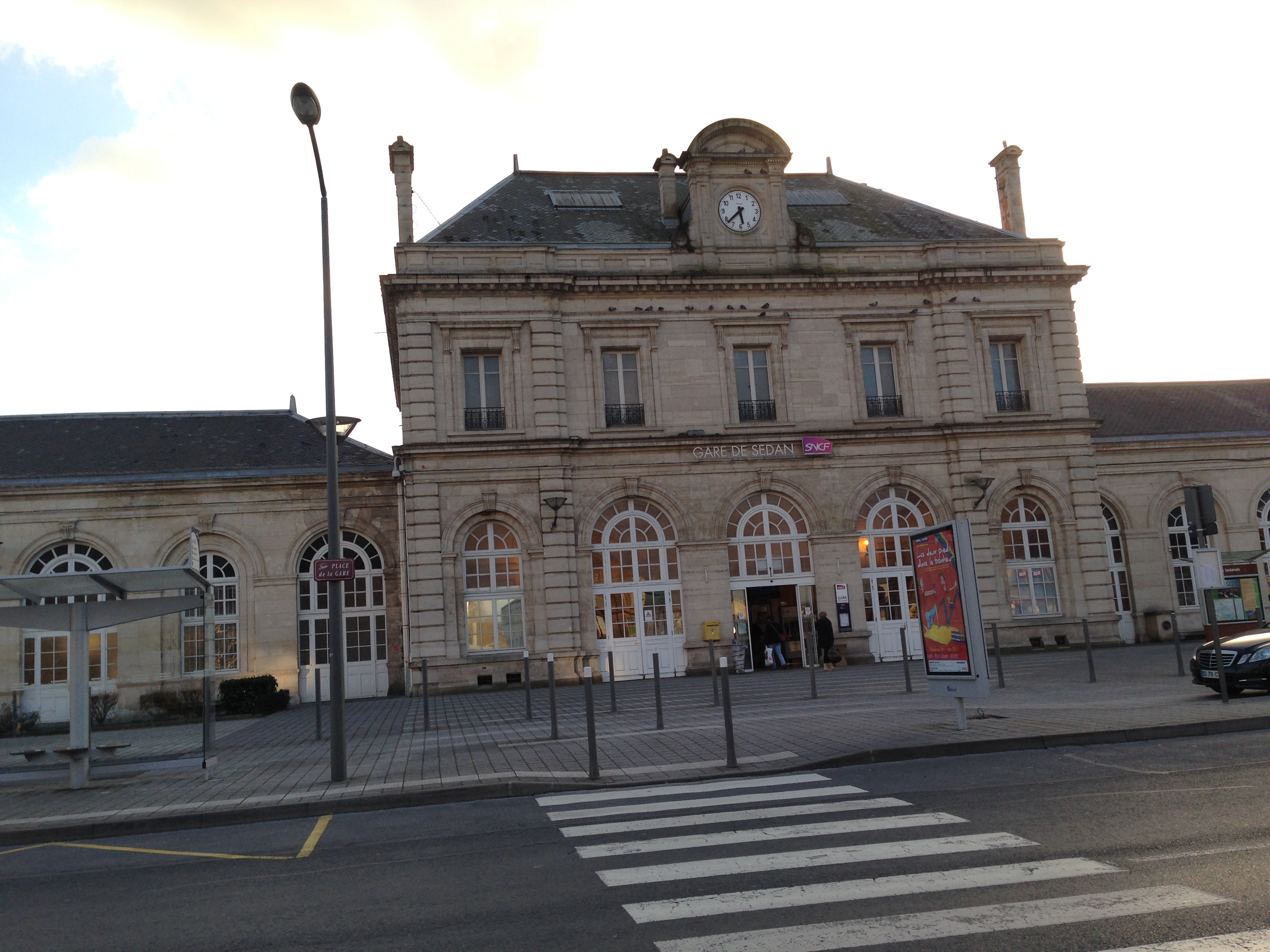
色当火车站

### 公路
法国国家A34号高速公路和法国国道N43线在色当过境，另有多条阿登省省道在色当交汇。大东部大区公共交通提供连接色当和希耶河畔堡的大巴车线路。2017年，59.9%的色当家庭拥有至少一辆的私人汽车。2019年，色当境内共发生各类交通事故1起，造成1人受伤。

### 铁路
莫翁－蒂永维尔铁路在色当过境并设有火车站，该站每天开行始发直达巴黎的高速列车，同时大东部大区公共交通提供途径色当前往兰斯、蒂永维尔、隆维、香槟-阿登高铁站等地的区域列车。

### 航空
距离色当最近的民用航空站为卢森堡机场，距离色当市中心的公路里程约112公里。

### 城市公共交通
色当是沙勒维尔-梅济耶尔城市公共交通（商业名称为）的服务范围，后者为阿登都会区的城市公共交通系统。截至2021年2月，该系统共包括25条公交线路，其中5条线路经过色当市区。
1901至1917年间，色当市区曾出现有轨电车系统。

## 人口
2018年，色当市镇人口数量为16,193，在法国排名第587位。其中男性7,699人，女性8,729人，75岁及以上人口占9.5%，外籍人口数量为4,426人，人口密度为995人/平方公里，当地居民被称为（男性）或（女性）。2019年，色当境内出生160人，死亡人口204人。
| 年份   | 1936   | 1946   | 1954   | 1962   | 1968   | 1975   | 1982   | 1990   | 1999   | 2006   | 2011   | 2016   | 2018   |
| ------ | ------ | ------ | ------ | ------ | ------ | ------ | ------ | ------ | ------ | ------ | ------ | ------ | ------ |
| 人口數 | 18,559 | 13,514 | 17,637 | 20,336 | 23,037 | 23,995 | 23,477 | 21,667 | 20,548 | 19,934 | 18,512 | 16,846 | 16,193 |

## 政治
现任色当市长为迪迪耶·埃尔比永（Didier Herbillon）先生，他是社会党的一名成员，自2008年起担任市长职务，在2020年的市政选举中获得43.21%的支持率。
| 色当历届市长                           |                    |                   |
| 任期                                   | 市长               | 党派              |
| 1945年－1947年                         | 保罗-埃米尔·迪尚   | RAD激进党         |
| 1947年－1950年                         | 让·布兰库尔        | MRP人民共和运动   |
| 1950年－1977年                         | 勒内·迪迈          | MRP人民共和运动   |
| 1977年－1983年                         | 吉勒·沙尔庞捷      | PS社会党          |
| 1983年－1989年                         | 克洛德·德穆兰      | PS社会党          |
| 1989年－1995年                         | 克洛德·维萨克      | DVD右翼无党派人士 |
| 1995年－2004年                         | 让-保罗·巴希       | PS社会党          |
| 2004年－2008年                         | 多米尼克·比约代勒* | PS社会党          |
| 2008年－                               | 迪迪耶·埃尔比永    | PS社会党          |
| *注：多米尼克·比约代尔先生在任期内逝世 |                    |                   |

在2017年法国大选的第一轮选举当中，法国极右翼领袖玛丽娜·勒庞在色当获得26.7%的支持率，居所有候选人首位；但在第二轮选举中以41.41%的支持率败给了法国现任总统马克龙。

## 经济
色当是一个区域性的中心城市，当地共有各类用人单位1,824家，平均历史为18年，其中99.39%为中小型企业（PME）。（大型零售）、（建筑）及（零售）是当地2019年营业额最高的三个企业，分别为61,840,455欧元、6,514,701欧元和4,993,971欧元。

## 财政收入
2019年，色当的财政收入总额为23,666,700欧元，财政支出总额为22,743,000欧元，当年的债务总额为28,818,500欧元。2020年，色当共获得9,323,215欧元的国家财政补助，与上一年基本持平。
2017年，色当的人均月收入总额为1,863欧元，其中高级职员为3,419欧元，低于法国平均水平（4,214欧元）；中级职员为2,125欧元，低于法国平均水平（2,353欧元）；普通职员为1,563欧元，亦低于法国平均水平（1,690欧元）。
2017年，色当境内的青壮年（15至64岁）失业率为28.6%，当地33.4%的家庭拥有纳税资格，平均纳税2,095欧元，低于法国平均水平（3,888欧元）。

## 社会事务

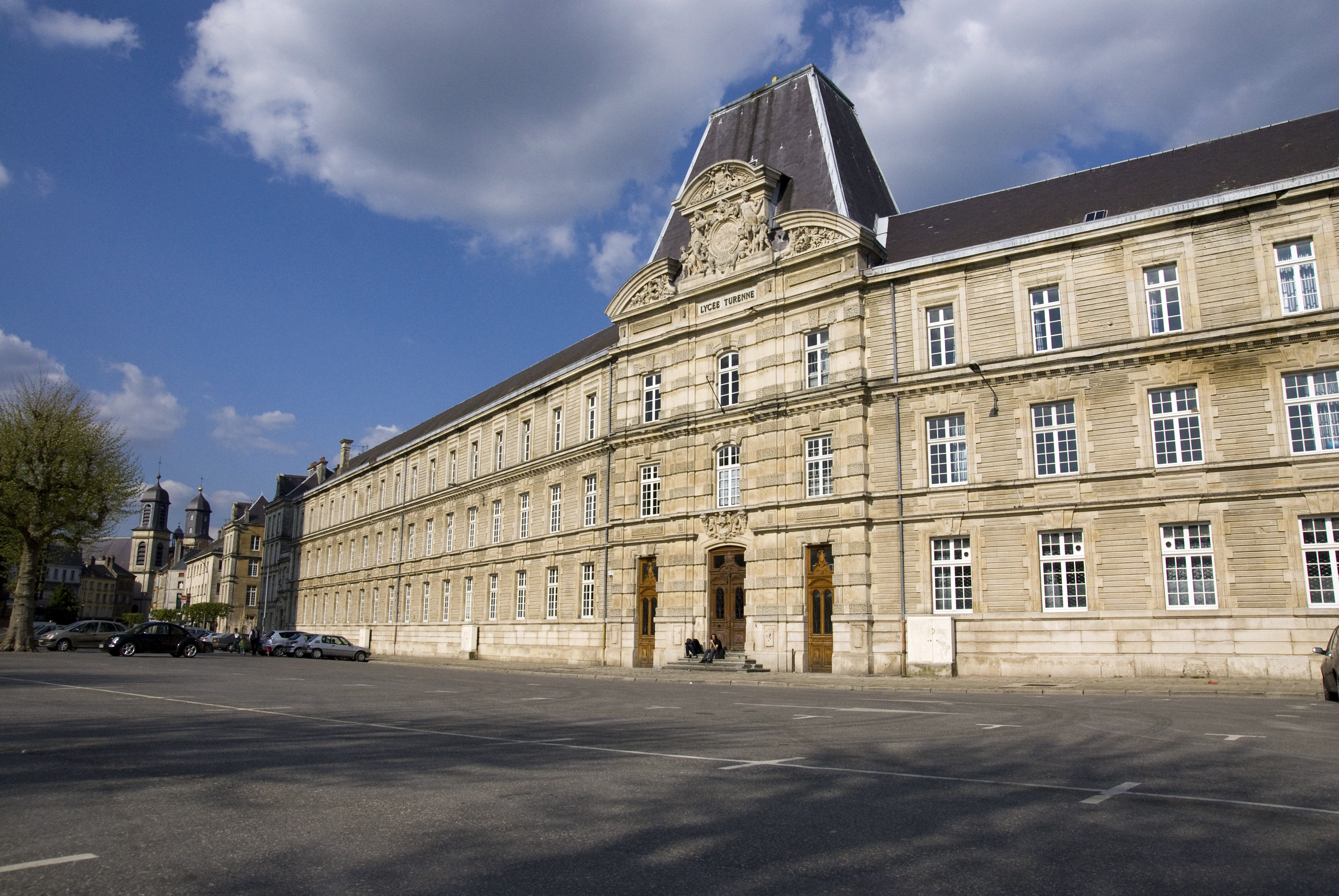
蒂雷讷中学

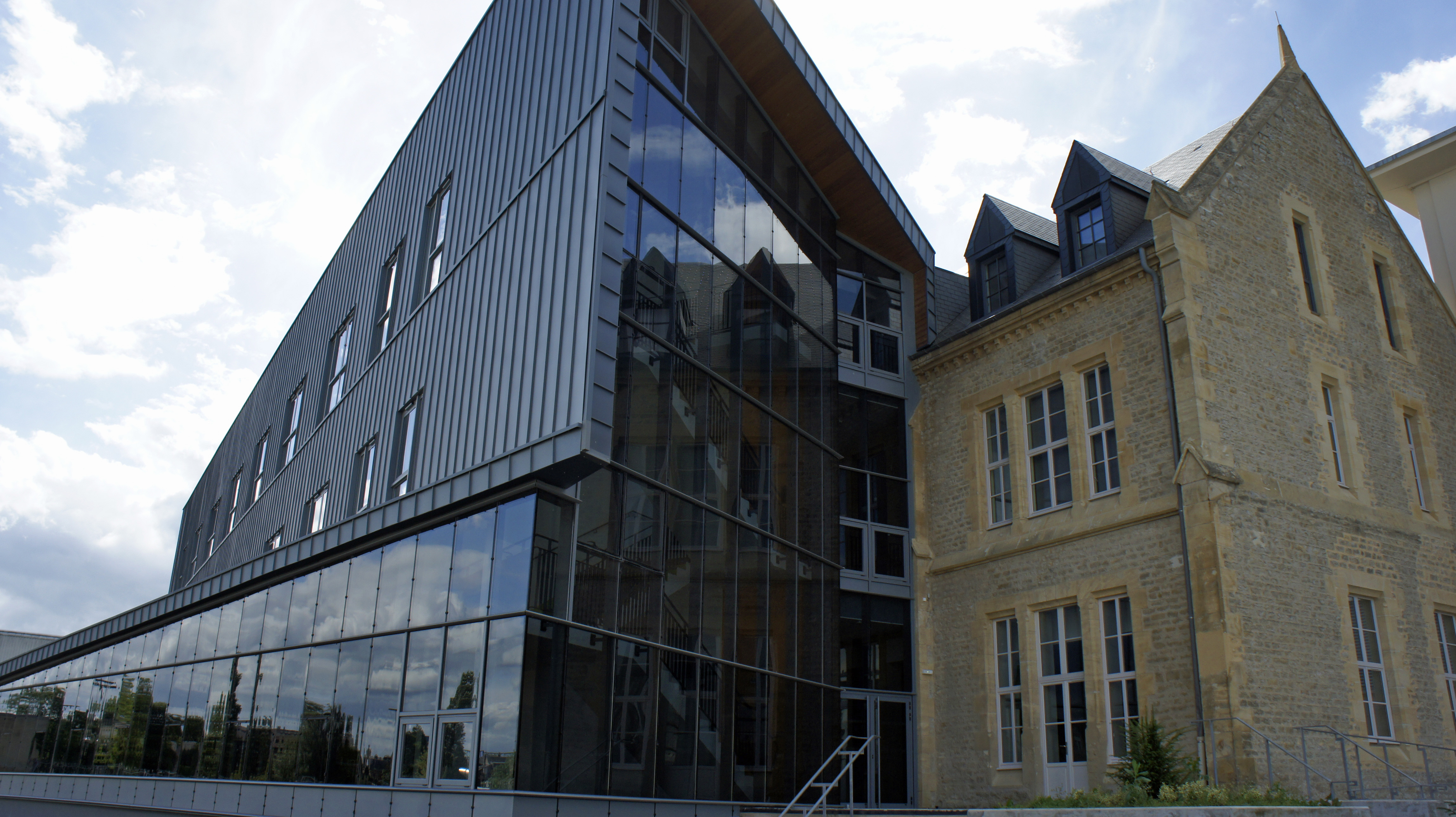
克莱蒙高级中学

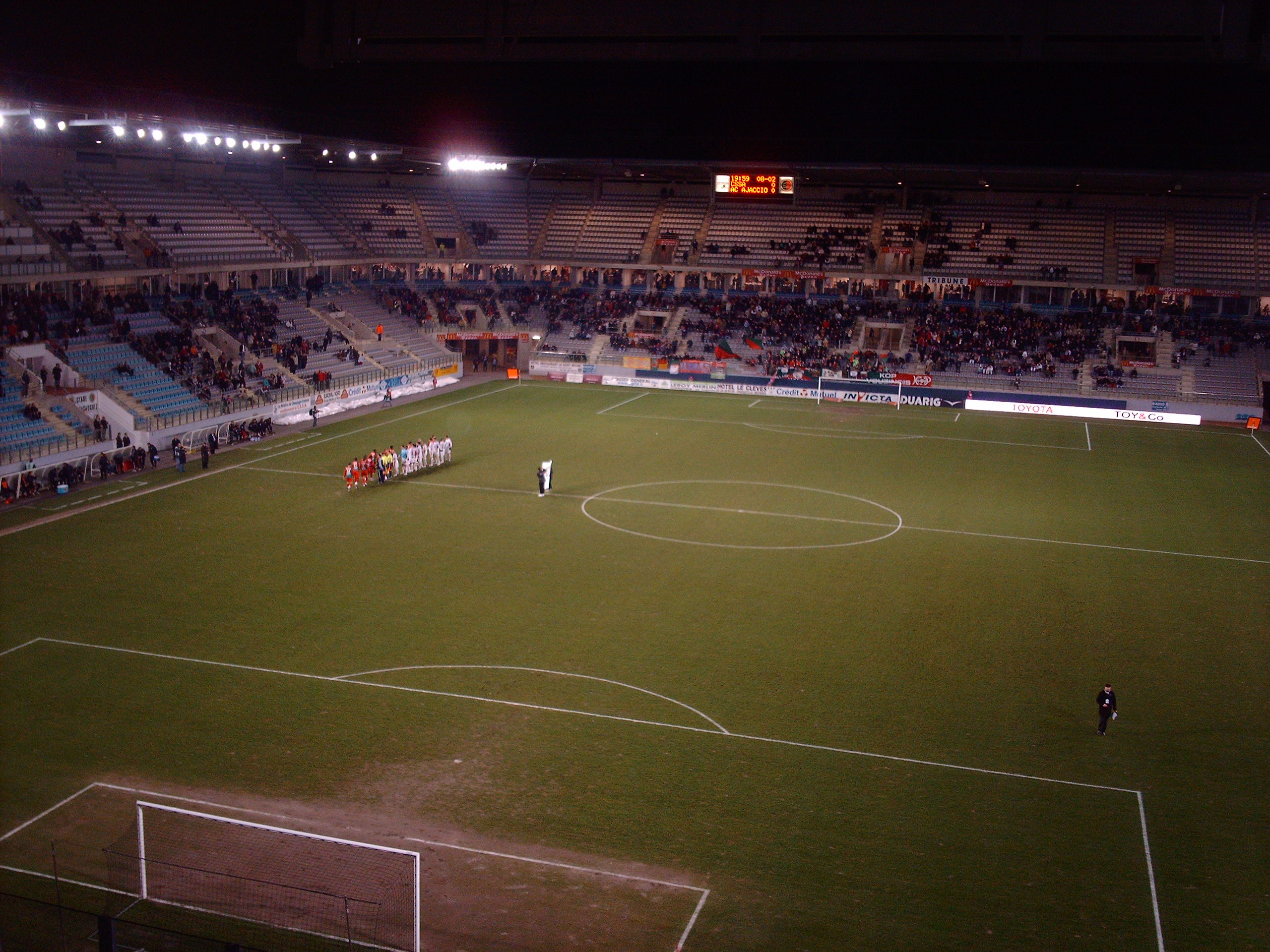
路易·迪戈盖兹体育场

### 科研教育
色当属于兰斯学区。截止2018年底，色当境内共有2所幼儿园、10所小学、4所初级中学、2所普通高中和2所职业高中，其中皮埃尔·拜勒高级中学和让-巴蒂斯特·克莱蒙职业高级中学开设BTS课程。2018至2019年学年度，色当境内中等阶段在校学生总人数为2,761人。

### 医疗
截止2019年1月1日，色当境内共有全科医生17名、保健师19名、牙医10名、护士23名、耳科医生2名、助产士4名和儿科医生1名。境内共有药房11家、养老院3家、残疾人帮扶中心5家。
色当中心医院（Centre Hospitalier de Sedan）是法国的一个区域性医疗机构，其主病区位于色当市区，前身为建成于1521年的神学院，现设有床位120个，是当地规模最大的公立综合性医院。

### 住房
2017年，色当境内共有各类住房9,806套，其中31.1%为独立式居民区，68.7%为集中式居民区。常住房屋占色当市镇范围内居民建筑总量的85.1%。
在住房保障政策方面，2017年，色当境内共有3,597户家庭获得了住房经济补助，受益人数占总人口数量的21.9%，其中3,527份为房租补助。

### 商业
2019年，色当境内共有各类实体商铺434家，其中餐厅85家、大型超市8家、杂货店1家、面包房22家、肉铺7家、书店5家、装饰品店2家、银行门店11家、美容美发店32家、汽车维修店35家，个体性的商铺主要位于色当市中心，而色当市区南部则有大型商场分布。

### 体育
截止2019年初，色当共包括1个游泳池、7间健身房、1座体育场、9个网球场、1个马术场、4个足球或橄榄球场和2个篮球场或排球场。
色当因同名的足球俱乐部而闻名。色当阿登体育俱乐部成立于1919年，于1953至2013年间多次晋升为职业足球俱乐部，并分布于1956年和1961年获得法國盃冠军，是阿登省的代表性体育俱乐部，2019至2020赛季参加法国足球丁级联赛。其主场路易·迪戈盖兹球场可同时容纳2.4万名观众，是当地规模最大的体育设施。
除此之外，色当地区每年举办长途公路自行车赛。

### 环境
色当境内的环境和可持续发展事务由阿登都会城市圈公共社区负责。2019年，色当市区内共有4家污染企业。

### 治安
2019年，色当市镇范围内共有1处派出所和1处宪兵队。
2014年，色当及附近地区共发生各类案件1,123起，其中盗窃类案件638起，经济类案件85起，毒品交易类案件101起。

## 文化
2019年，色当境内共有1家剧场、1家电影院和1家博物馆。色当市政府提供多媒体中心，向公众全年开放。

### 建筑
色当是法国艺术与历史之城，其境内共有11处法国文物保护单位，其中色当城堡、色当下城堡和皇家被褥厂旧址等为当地的代表性建筑物。

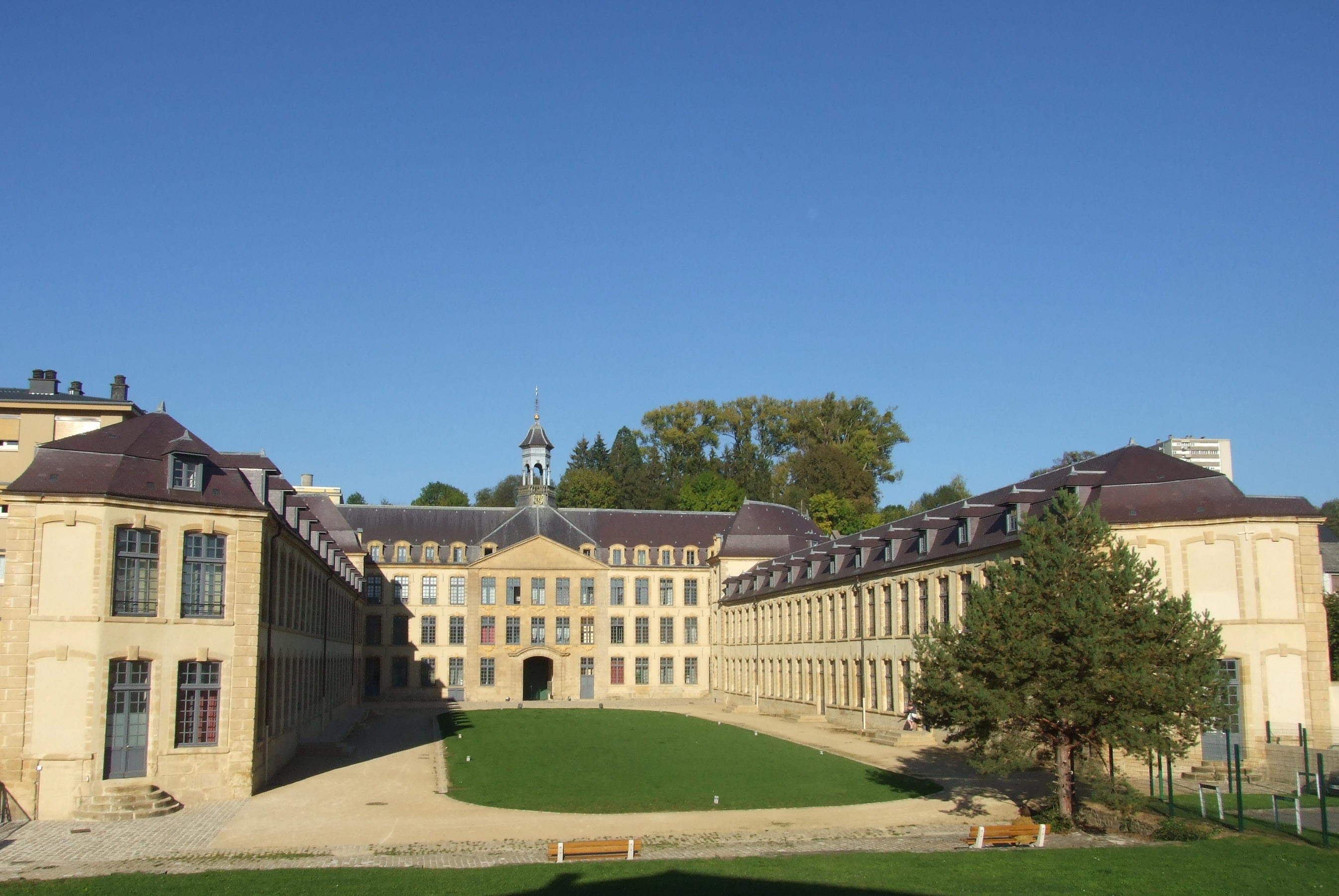
皇家被褥厂旧址
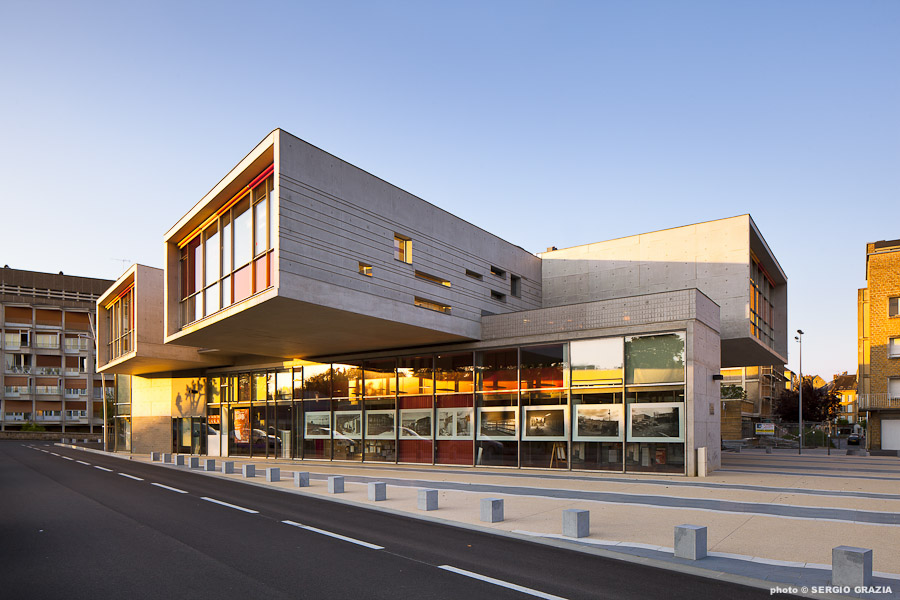
色当建筑艺术馆
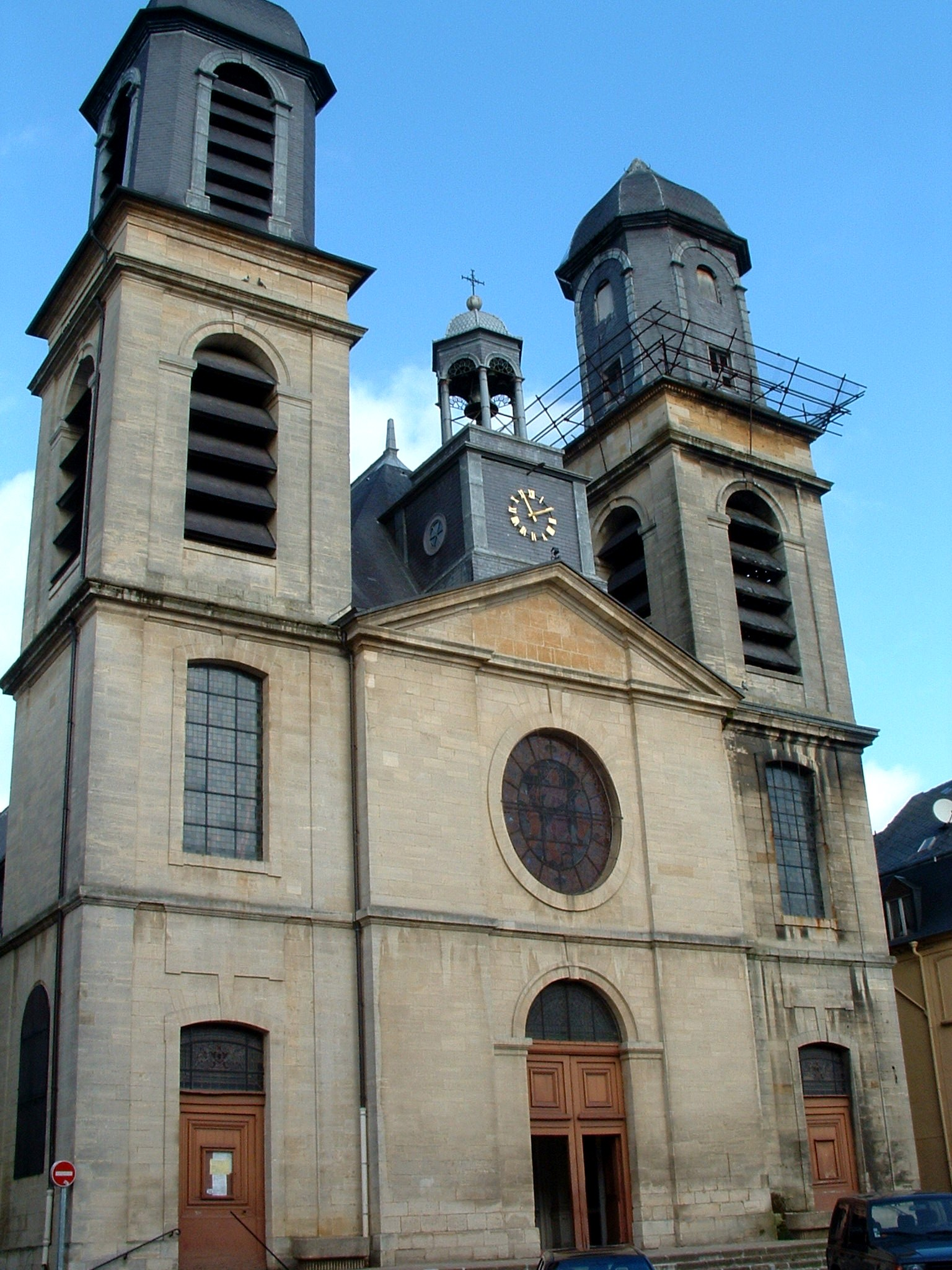
圣夏尔博罗梅教堂（法语：Église Saint-Charles-Borromée de Sedan）
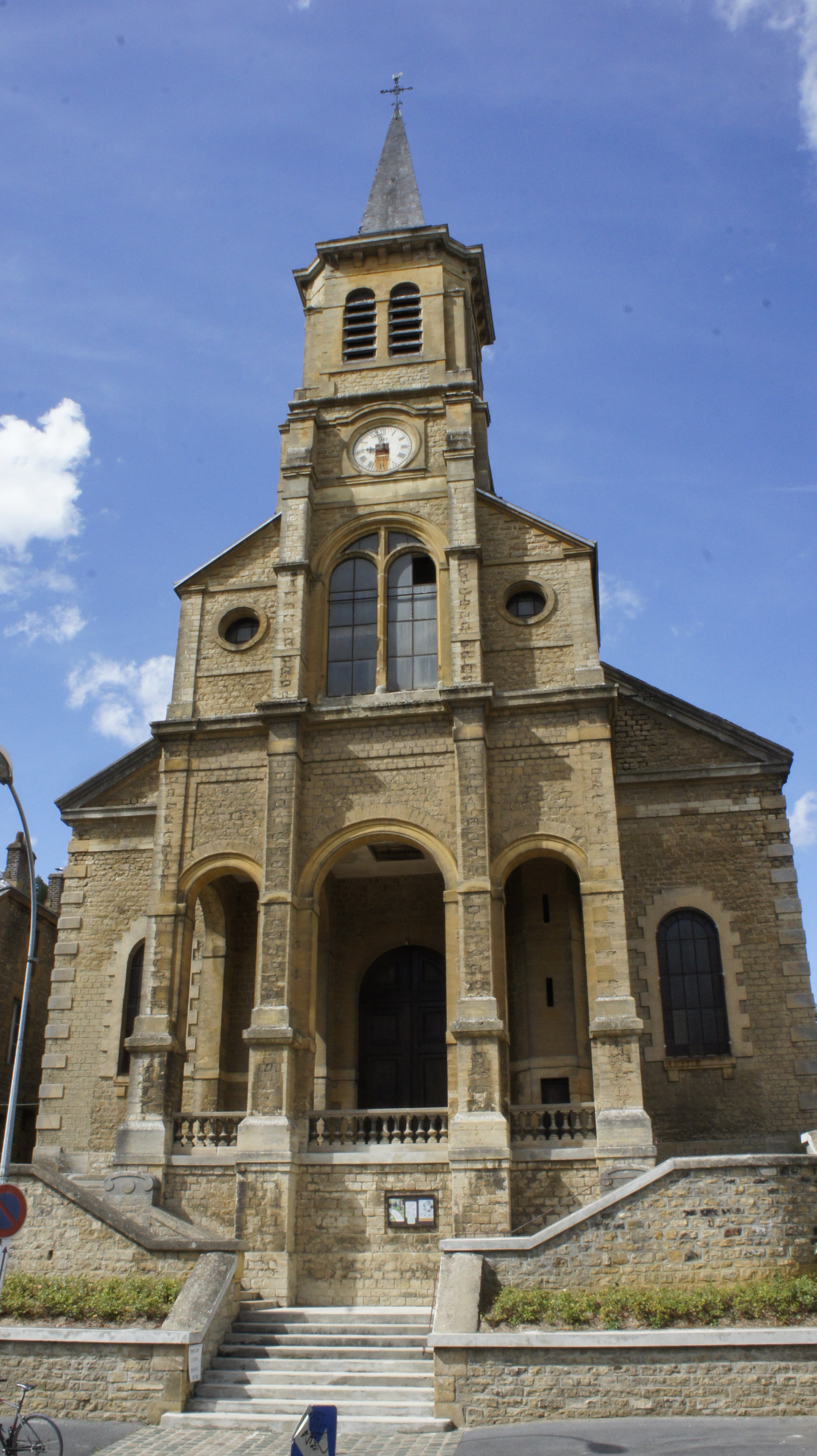
圣艾蒂安教堂
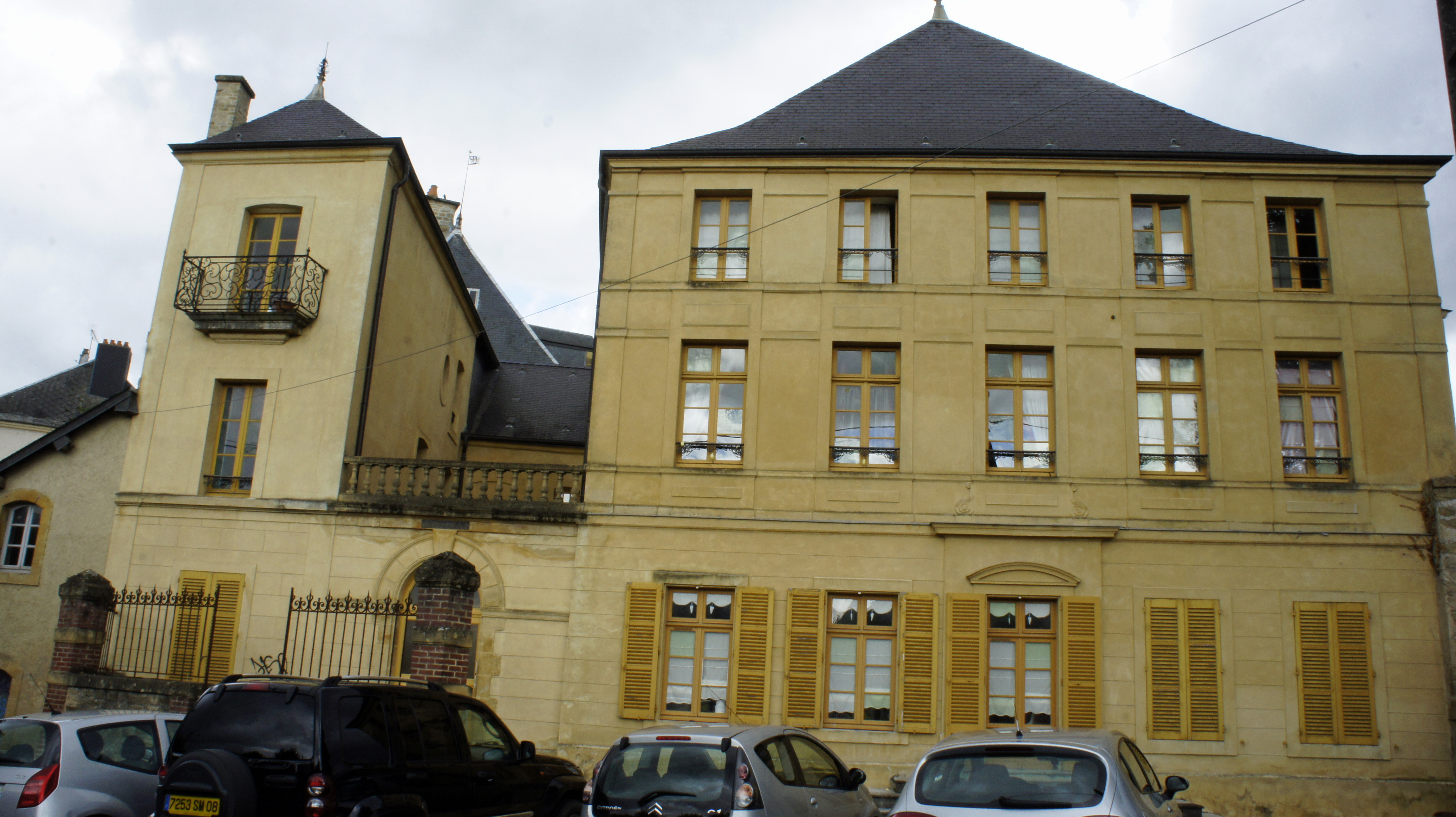
肥狗大楼（法语：Maison du Gros Chien）
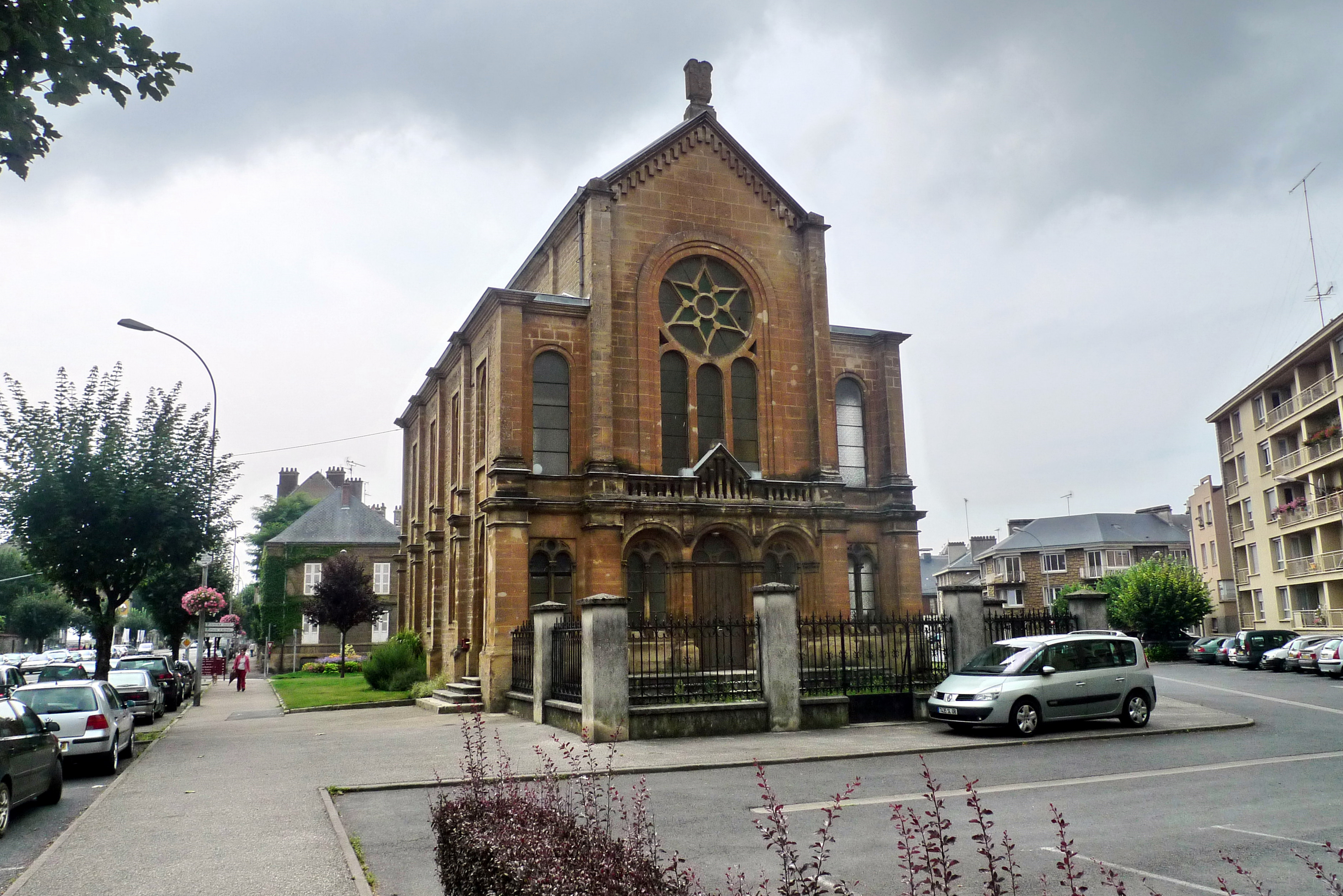
色當猶太會堂

### 旅游
色当的旅游事务由其所属的公共社区负责。2020年，色当境内共有3家宾馆共计135间房间；另有1个露营地，可容纳共100辆露营车。

### 媒体
法国主要的媒体均可在色当接收，法国电视三台下属的大东部大区频道在部分时段播出色当所属区域的地方新闻。

## 相关人物
法国元帅蒂雷納子爵、教育学家路易·卡佩尔、作家弗雷德里克·特里斯坦、数学家皮埃爾·卡地亞、连环杀人案主犯米歇尔·富尔尼雷、网球运动员雅尼克·诺阿、自行车运动员埃马纽埃尔·马尼安和足球运动员克莱尔·雅各布出生于色当。

## 友好城市
截至2021年2月，色当共与两座城市互为友好城市关系：
- 德国 爱森纳赫
- 法國 蒂雷讷